# ريد ماريون
ريد ماريون (بالإنجليزية: Red Marion)‏ هو لاعب كرة قاعدة أمريكي، ولد في 14 مارس 1914 في ريتشبورغ في الولايات المتحدة، وتوفي في 13 مارس 1975 في سان خوسيه في الولايات المتحدة.

## وصلات خارجية
- ريد ماريون على موقعبيزبول رفرنس.كوم (الدوري الرئيسي) (الإنجليزية)